# Sint-Catharinakerk (Maaseik)

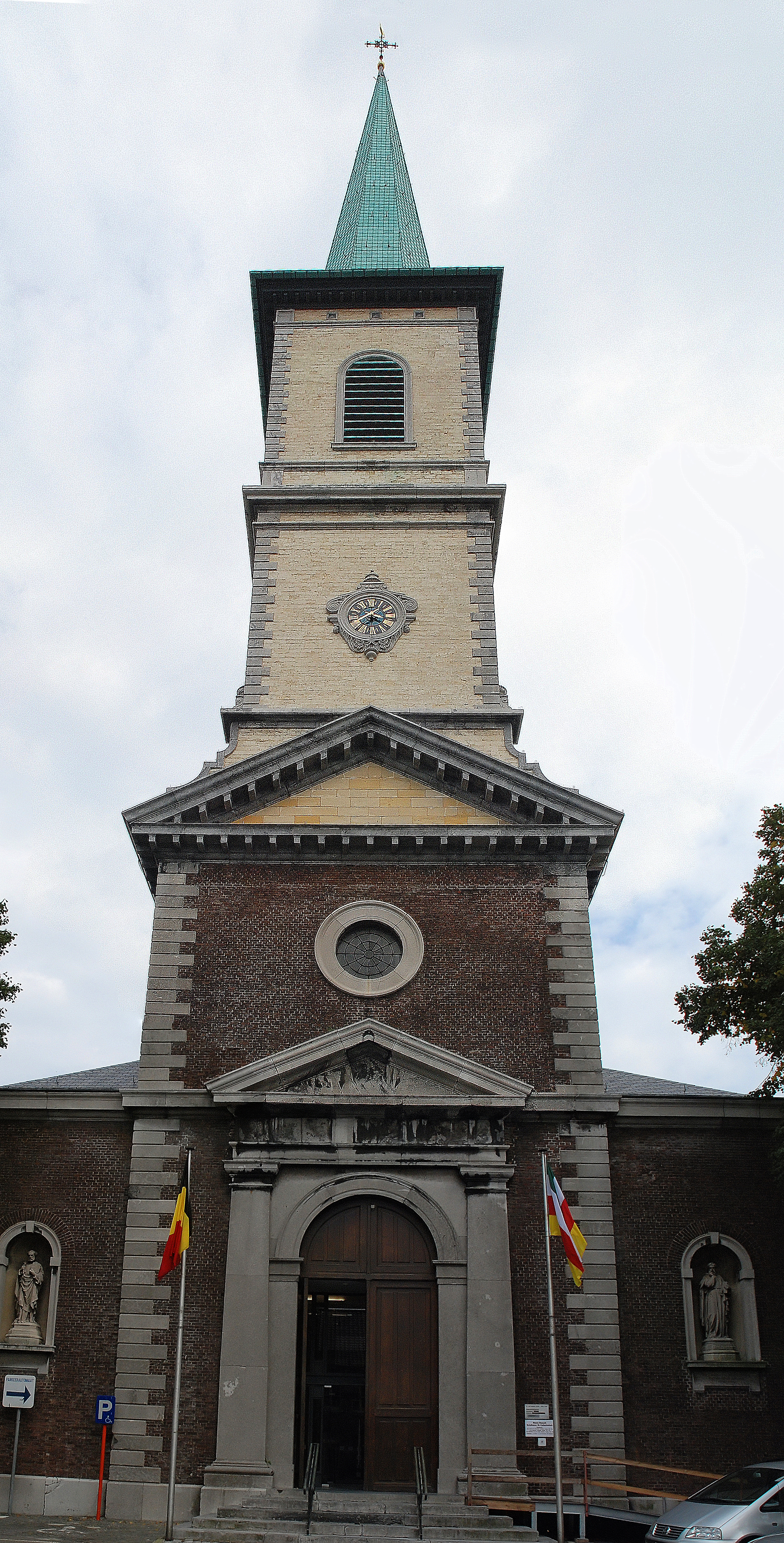
De kerktoren

De Sint-Catharinakerk is een 19e-eeuws kerkgebouw in het centrum van de Belgisch Limburgse stad Maaseik. De kerk is de hoofdparochiekerk van Maaseik, toegewijd aan Catharina van Alexandrië en herbergt een belangrijke kerkschat met onder andere de Codex Eyckensis.

## Geschiedenis
De huidige Sint-Catharinakerk is de tweede of derde kerk op deze plaats. De oudste kerk dateerde wellicht uit 1245, toen de parochie Maaseik werd opgericht. De voorganger van de huidige kerk was een eenbeukig, gotisch gebouw van mergelsteen. Het schip werd gestut door vijf steunbogen en had spitsboogvensters. In de 16e eeuw werd de kerk vergroot en in de 17e eeuw werd het koor herbouwd. De zware, vierkante toren die pas in 1596 werd herbouwd, was wellicht een overblijfsel van een oudere, romaanse kerk. In de toren bevond zich de toegang tot de kerk. De toren werd bekroond met een lage spits en had een borstwering.
Van 1570 tot 1797 fungeerde de Sint-Catharinakerk als kapittelkerk van het Onze-Lieve-Vrouwekapittel, dat de opvolger was van het klooster van Aldeneik. De kanunniken voelden zich aan het begin van de Tachtigjarige Oorlog niet langer veilig in het buiten de stadsmuren gelegen Aldeneik. De gotische voorloper van de Sint-Catharinakerk werd toen uitgebreid met een kanunnikenkoor en er verrezen in de omgeving diverse kanunnikenhuizen en kapittelgebouwen. In 1797 werd het kapittel door de Franse bezetters opgeheven. Het oorspronkelijke kerkmeubilair ging in deze periode volledig verloren.
In 1800 raakte het kerkdak beschadigd als gevolg van een storm. Doordat herstelwerkzaamheden in het anti-klerikale klimaat van die tijd uitbleven, stortte in 1802 een muur van de doopkapel in en een gedeelte van de toren. In 1804 stortte de rest van de toren in. Daarbij vielen brokstukken van de toren en de grote klok op het schip, waarmee de kerk onbruikbaar werd. Vanaf dat moment verhuisde de parochiekerk, die inmiddels de plaats had ingenomen van de kapittelkerk, naar de voormalige Minderbroederskerk. In 1806 werd de ruïne van de oude parochiekerk openbaar verkocht en gesloopt. In 1837 besloot men op dezelfde locatie een nieuwe kerk te bouwen, naar een ontwerp van architect H. Leemans. In 1840 begon de bouw en in 1845 kon de kerk worden ingewijd. De toren werd pas in 1859 gebouwd naar een ontwerp van architect Herman Jaminé. Deze moest diverse malen hersteld worden, onder andere na een hevige storm in 1899 en na beschadigingen tijdens de Tweede Wereldoorlog.
Tegenwoordig fungeert de Sint-Catharinakerk als parochiekerk binnen het Bisdom Hasselt.

## Beschrijving

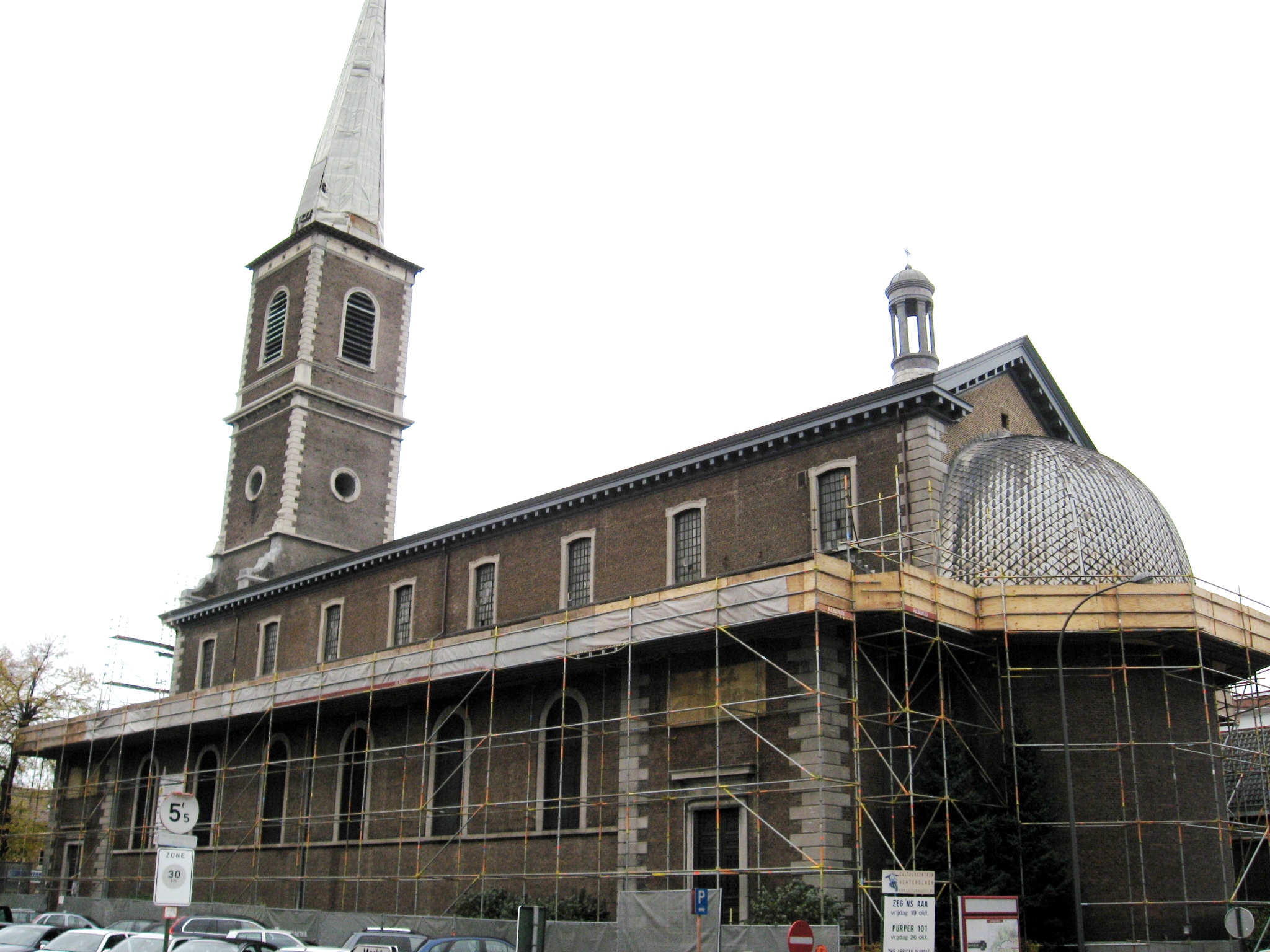
De kerk in restauratie (2007)

### Exterieur
De Sint-Catharinakerk is een neoclassicistische, basilicale kerk met een driebeukig schip van acht traveeën en een koor met een halfronde afsluiting. Ze werd in baksteen opgetrokken op een plint van Naamse steen. De westfaçade heeft een risaliet met hardstenen hoekbanden over de breedte van de middenbeuk, die bekroond wordt met een driehoekig fronton. Aan weerszijden van het risaliet bevinden zich rondboognissen, waarin in 1913 beelden van de apostelen Petrus en Paulus zijn geplaatst. De 76 m hoge kerktoren, die uit de westfaçade oprijst, kreeg in 1948 een opvallende, groenkoperen torenspits als bekroning. De sacristie aan de noordzijde is van later datum.

### Interieur
Het interieur van de kerk is geheel in neoclassicistische stijl witgepleisterd. De middenbeuk en het koor worden gedekt door koepelvormige gewelven tussen brede gordelbogen met cassettenversiering. De zijbeuken worden van de middenbeuk gescheiden door middel van zuilen met Toscaanse kapitelen.
Van de aankleding van de kerk zijn vermeldenswaardig het barokke hoofdaltaar (P.G. Tabaquit en G.F. Godin/Goffin, ca. 1700), afkomstig uit de Sint-Perpetuuskerk in Dinant en in 1868 in de Sint-Catharinakerk geplaatst. Het altaar heeft een groot altaarstuk met een voorstelling van Maria-Tenhemelopneming, toegeschreven aan Gerard de Lairesse of J. Riga, en bekroond met onder andere een marmeren beeld van Christus Pantocrator van de Dinantse beeldhouwer F. Sacré. De barokke zijaltaren, toegewijd aan Antonius van Padua en Catharina van Siena, zijn 18e-eeuws. Ook het eiken koorgestoelte, afkomstig uit de Sint-Aldegondiskerk in Alken, en de orgelkast zijn 18e-eeuws. Het roodmarmeren doopvont met messing deksel dateert uit het begin van de 19e eeuw. De vier eikenhouten biechtstoelen zijn neobarok (1871, 1897). De overige aankleding dateert uit dezelfde periode, onder andere de geschilderde kruisweg door I. Lange (1863) en de glas-in-loodramen (1869).
In de kerk bevinden zich verder enkele interessante beeldhouwwerken, waaronder een gepolychromeerd houten beeld van Sint Anna te Drieën door de Meester van Elsloo (ca. 1515-20), een reeks witgeschilderde houten beelden van onder andere Sint-Rochus (ca. 1520), Sint-Eligius en Sint-Jozef, en een gepolychromeerd houten beeld van Sint-Antonius van Padua (ca. 1700).

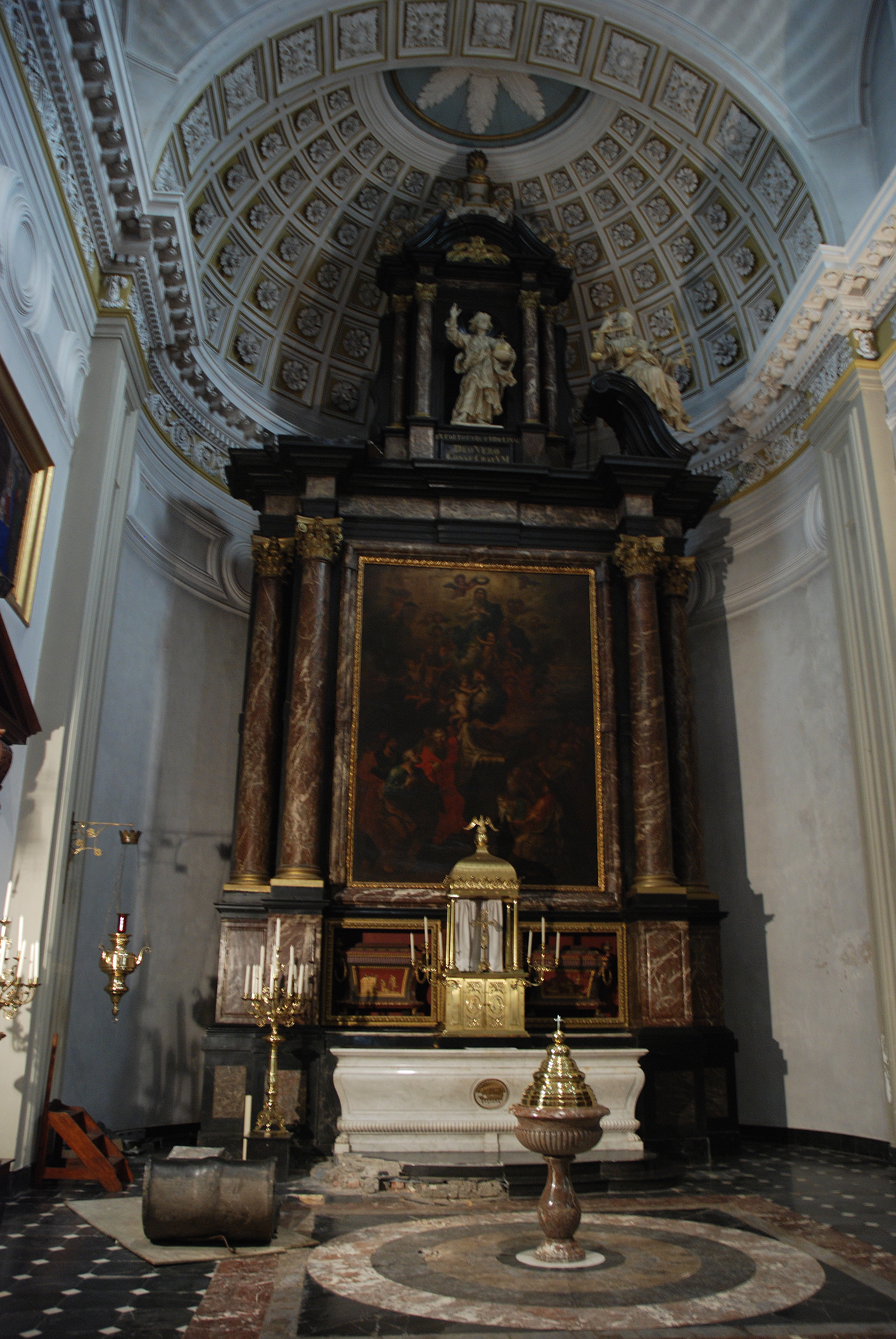
Het hoogaltaar
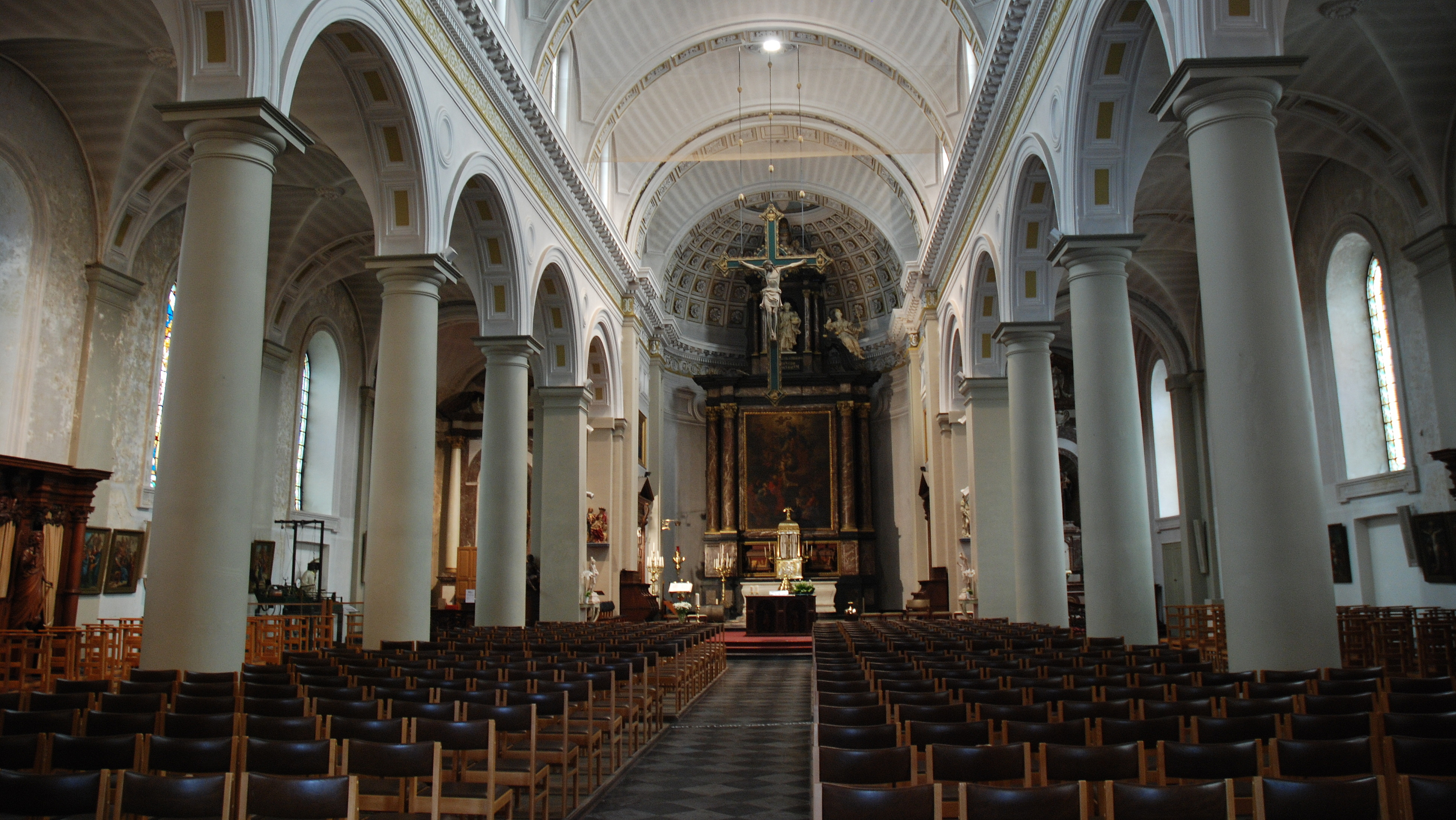
Het kerkschip
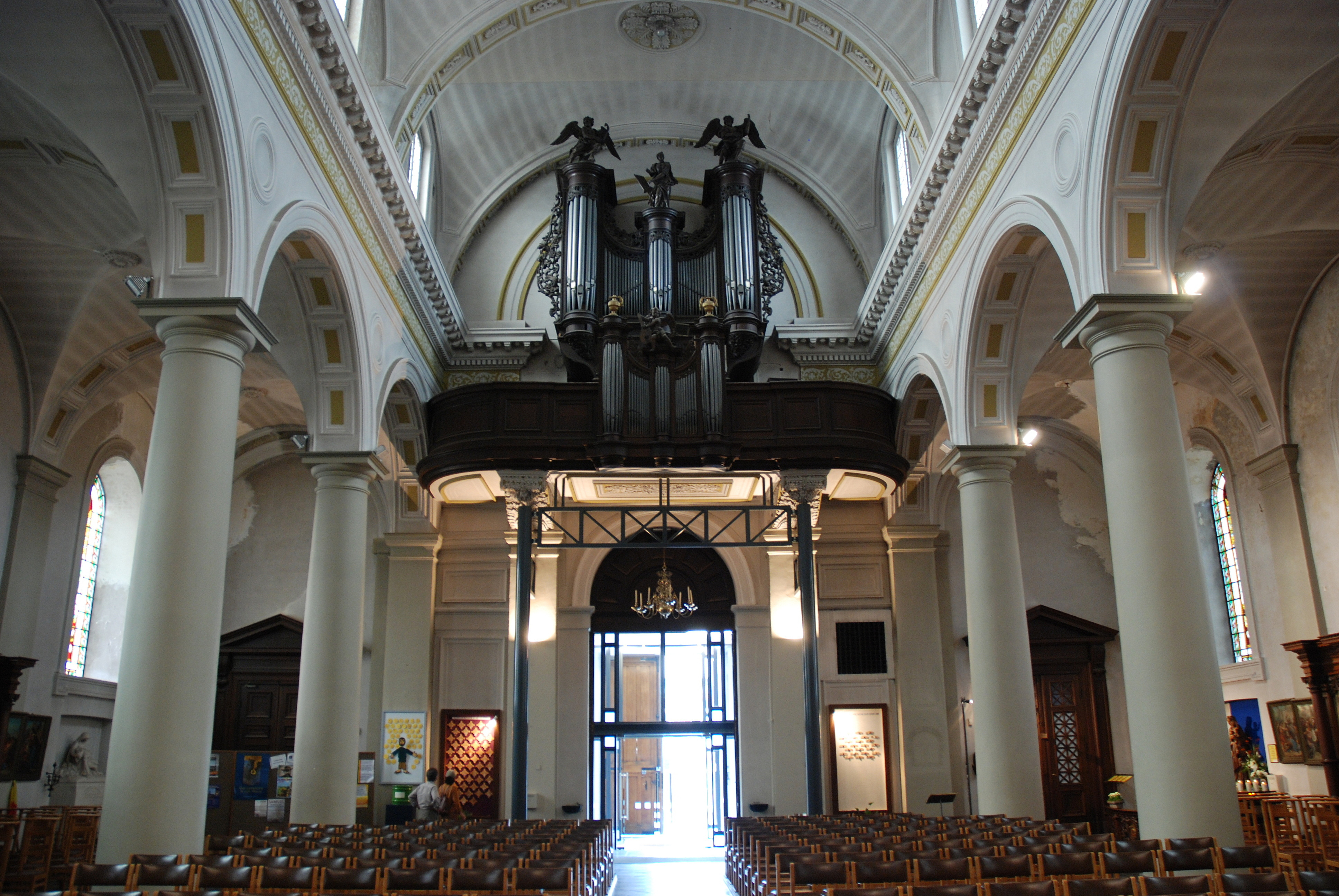
Achterzijde met orgel
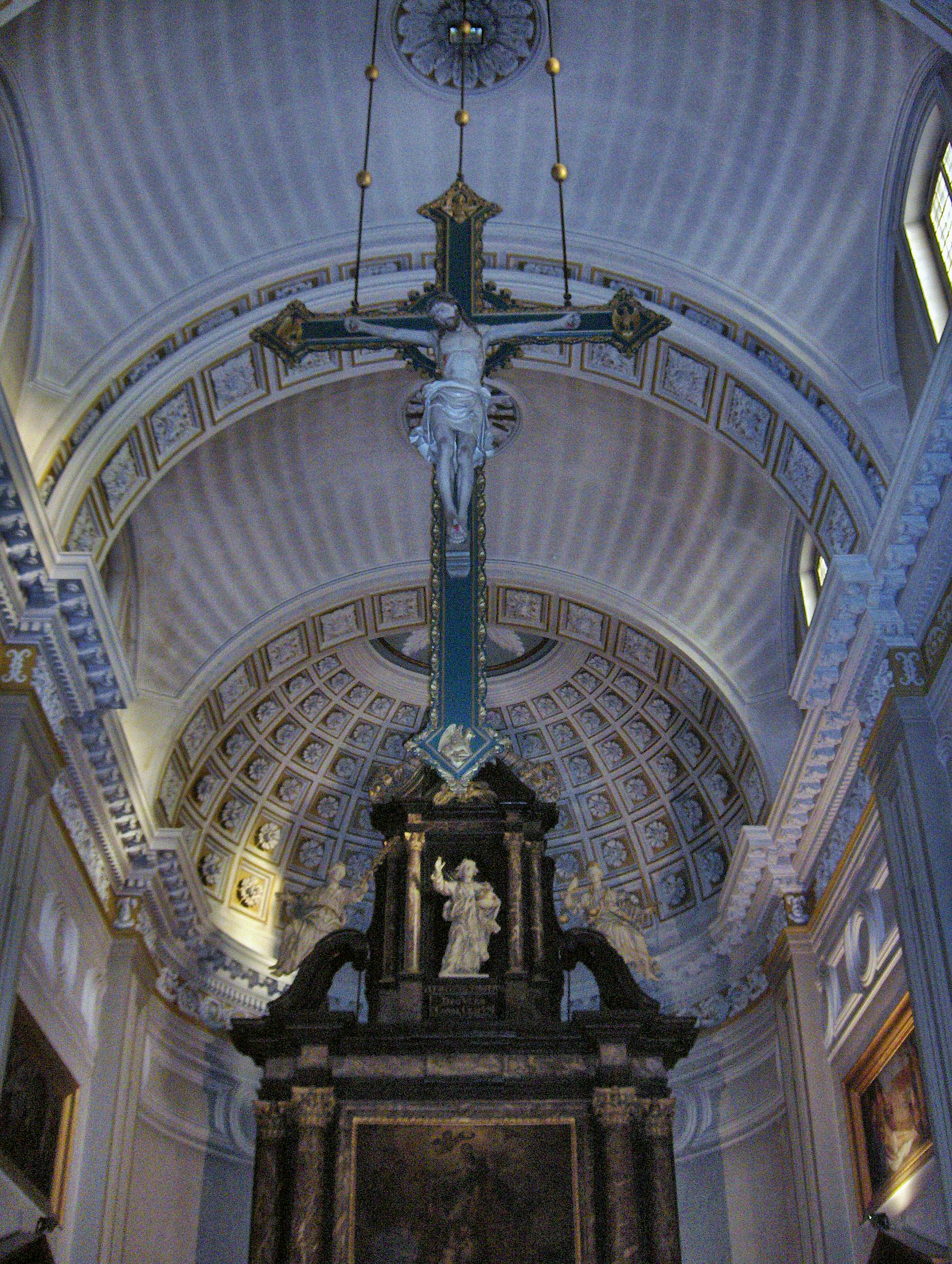
Het triomfkruis

### Schatkamer
De sacristie herbergt een bijzonder mooie kerkschat, waaronder enkele zeer oude kunstvoorwerpen. De meeste voorwerpen zijn afkomstig van de voormalige abdij van Aldeneik en werden door de kanunniken in 1570 meegenomen naar de Sint-Catharinakerk. De goederen van de kerk werden in 1796 weliswaar door de Fransen geconfisqueerd, maar de koster was in staat de meeste kostbaarheden uit de schatkamer in veiligheid te brengen, waardoor ze het lot van veel andere kerkschatten - vernieling, omsmelting of gedwongen verkoop - bespaard bleven. Een vergelijking met een inventaris van 1647 toont aan dat de schat vrijwel intact is.
De kerkschat van de Sint-Catharinakerk bevat onder andere de Codex Eyckensis uit de 8e eeuw, het oudste evangeliarium in de Benelux. Diverse relikwieën toegeschreven aan de heiligen Harlindis en Relindis. Enkele reliekhouders in de kerkschat dateren uit de 9e of 10e eeuw. Bijzonder is ook de textielschat, die weliswaar klein is, maar enkele zeer zeldzame stukken bevat, onder andere de zogenaamde Davidzijde (8e/9e eeuw), het velamen van Harlindis, een stola-achtig weefsel (9e eeuw, mogelijk met oudere delen) en de oudste Angelsaksische stoffen ter wereld (8e/9e eeuw).
De kerkschat was in 2019 en 2020 onderdeel van het kunstproject Vlaamse Meesters in Situ.

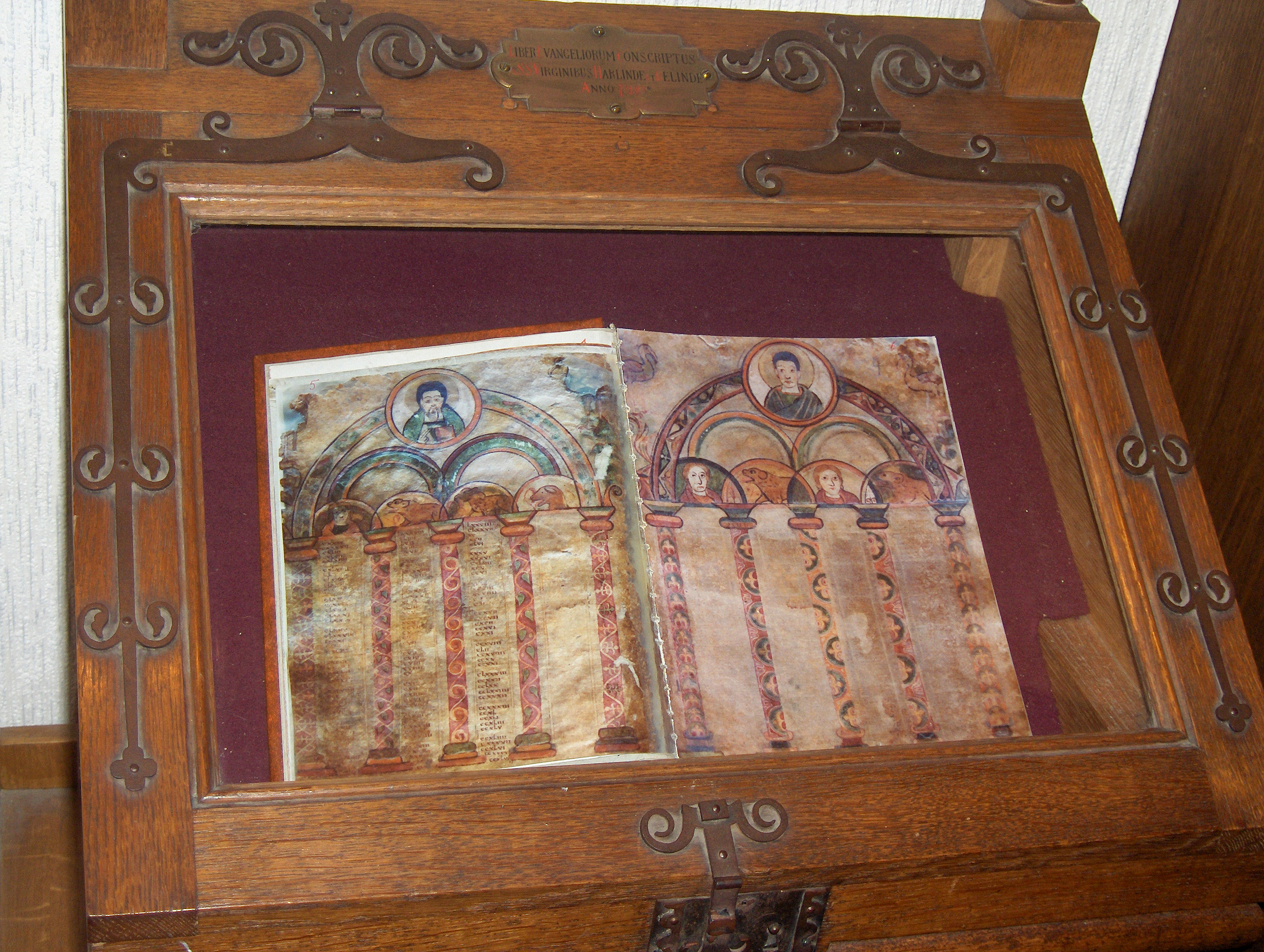
Codex Eyckensis (8e eeuw)
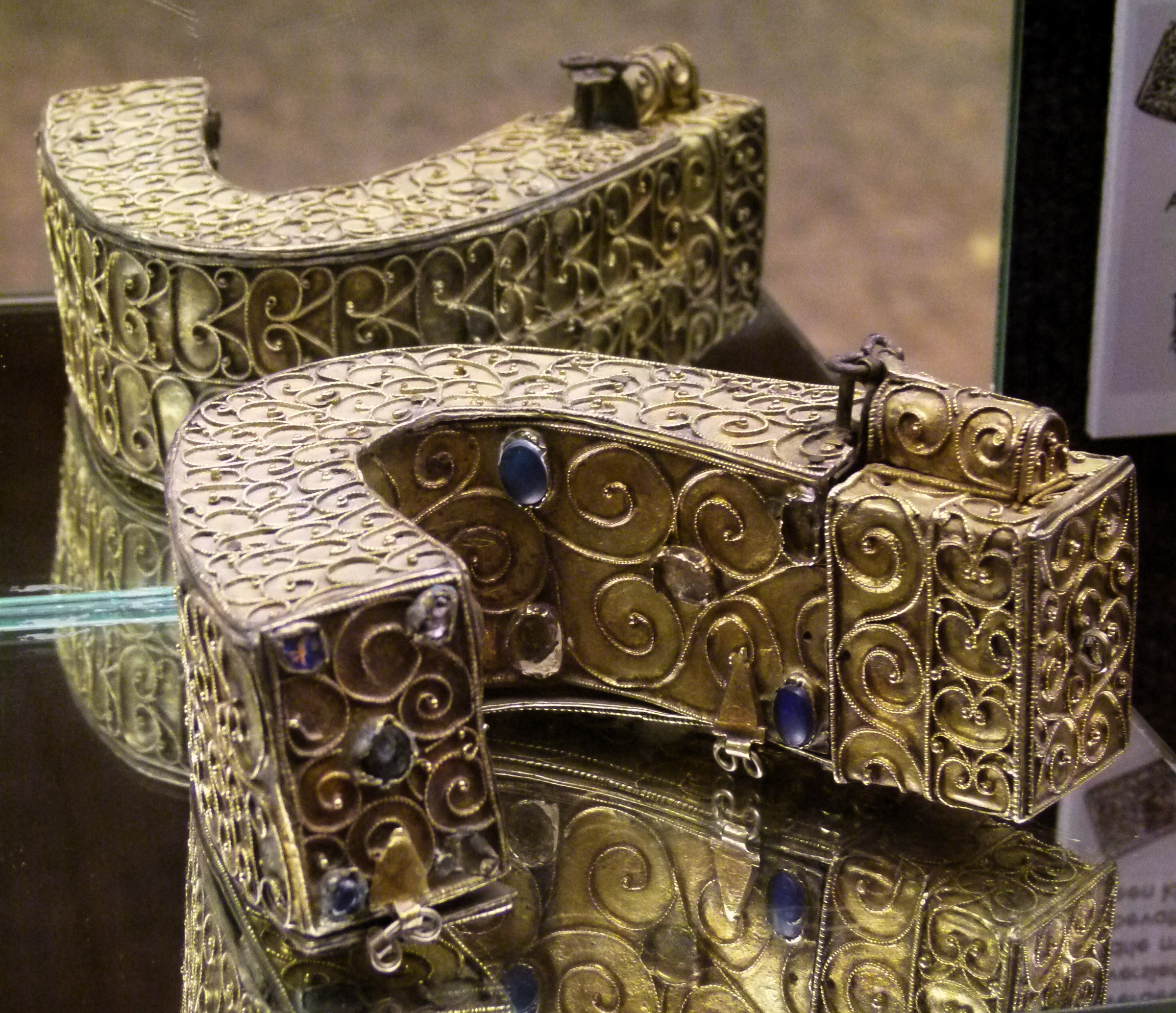
Kaakreliekhouder (zilver, 10e eeuw)
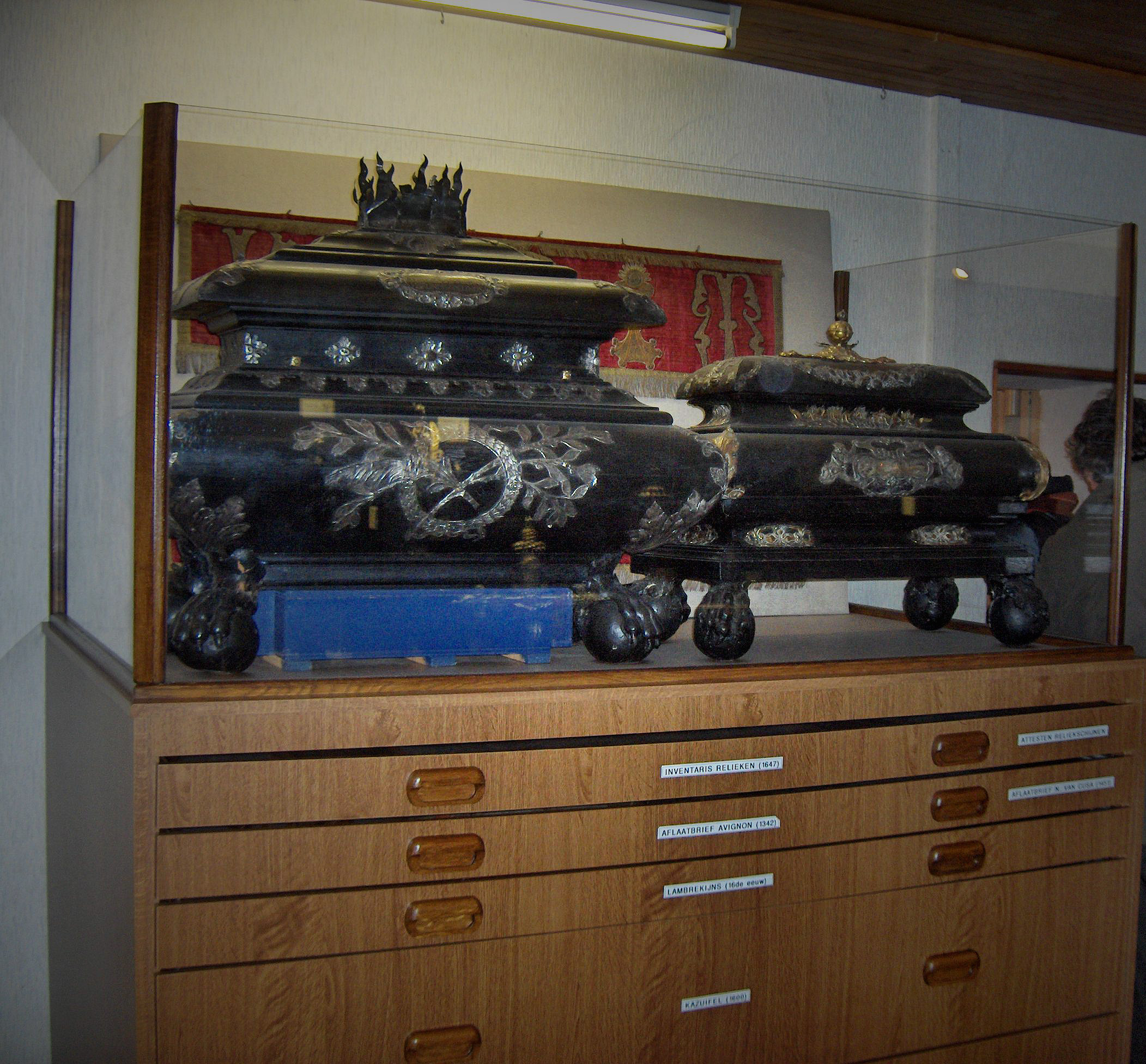
Barokke reliekhouders op archiefkast
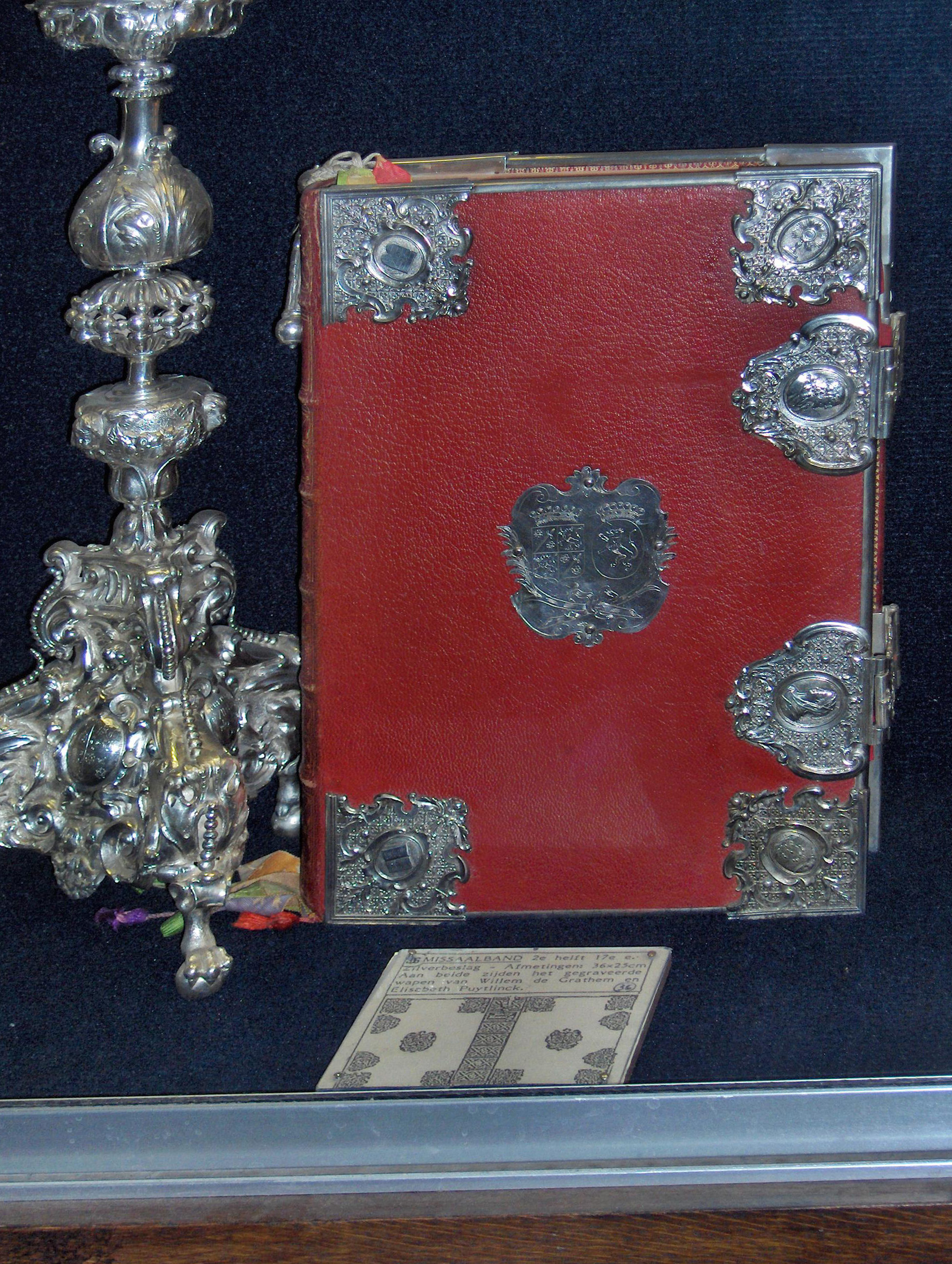
17e-eeuws zilverwerk